# Марцелін (Мазовецьке воєводство)
Марцелін (пол. Marcelin) — село в Польщі, у гміні Добре Мінського повіту Мазовецького воєводства.
Населення — 28 осіб (2011).
У 1975-1998 роках село належало до Седлецького воєводства.

## Демографія
Демографічна структура станом на 31 березня 2011 року:
|          | Загалом | Допрацездатний вік | Працездатний вік | Постпрацездатний вік |
| -------- | ------- | ------------------ | ---------------- | -------------------- |
| Чоловіки | 16      | 7                  | 8                | 1                    |
| Жінки    | 12      | 1                  | 6                | 5                    |
| Разом    | 28      | 8                  | 14               | 6                    |